# (4530) Smoluchowski
(4530) Smoluchowski – planetoida z pasa głównego asteroid okrążająca Słońce w ciągu 5 lat i 188 dni w średniej odległości 3,12 au. Została odkryta 1 marca 1984 roku w Lowell Observatory w Flagstaff przez Edwarda Bowella. Nazwana na cześć polskiego i amerykańskiego fizyka i astrofizyka Romana Smoluchowskiego syna najbardziej znanego polskiego fizyka Mariana Smoluchowskiego. Przed nadaniem nazwy planetoida nosiła oznaczenie tymczasowe (4530) 1984 EP.